# Ривас, Улисес
Улисес Ривас Гилио (исп. Ulises Rivas Gilio; 25 января 1996, Торреон, Мексика) — мексиканский футболист, полузащитник клуба «Сантос Лагуна».

## Клубная карьера
Ривас — воспитанник клуба «Сантос Лагуна» из своего родного города. 11 апреля 2014 года в матче Кубка Либертадорес против аргентинского «Арсенала» из Саранди он дебютировал за команду, заменив во втором тайме Мауро Сехаса. 10 января в поединке против «Веракрус» Улисес дебютировал в мексиканской Примере. В 2016 и 2018 годах он помог клубу выиграть чемпионат.

## Международная карьера
В 2013 году в составе юношеской сборной Мексики Улисес стал победителем юношеского чемпионата Северной Америки в Панаме. На турнире он сыграл в матчах против команд Гватемалы, Кубы, Панамы и дважды Гондураса.
В том же году Ривас помог сборной завоевать серебряные медали на юношеском чемпионате мира в ОАЭ. На турнире он сыграл в матчах против команд Италии, Бразилии, Ирака, Швеции, Аргентины и дважды Нигерии. В поединке против иракцев Улисес забил гол.

## Достижения
Командные
 «Сантос Лагуна»
- Чемпионат Мексики по футболу — Клаусура 2015
- Чемпионат Мексики по футболу — Клаусура 2018

Международные
 Мексика (до 17)
- Юношеский чемпионат Северной Америки — 2013
- Юношеский чемпионат мира — 2013